# Otanów (gromada)
Otanów – dawna gromada, czyli najmniejsza jednostka podziału terytorialnego Polskiej Rzeczypospolitej Ludowej w latach 1954–1972.
Gromady, z gromadzkimi radami narodowymi (GRN) jako organami władzy najniższego stopnia na wsi, funkcjonowały od reformy reorganizującej administrację wiejską przeprowadzonej jesienią 1954 do momentu ich zniesienia z dniem 1 stycznia 1973, tym samym wypierając organizację gminną w latach 1954–1972.
Gromadę Otanów z siedzibą GRN w Otanowie utworzono – jako jedną z 8759 gromad na obszarze Polski – w powiecie myśliborskim w woj. szczecińskim na mocy uchwały nr V/47/54 WRN w Szczecinie z dnia 5 października 1954. W skład jednostki weszły obszary dotychczasowych gromad Czułnów (Czółnów), Dąbrowa, Otanów i Sitno ze zniesionej gminy Myślibórz w tymże powiecie oraz obszar dotychczasowej gromady Derczewo (bez miejscowości Derczewko) ze zniesionej gminy Lipiany w powiecie pyrzyckim w tymże województwie. Dla gromady ustalono 13 członków gromadzkiej rady narodowej.
31 grudnia 1961 z gromady Otanów wyłączono jezioro Myślibórz, włączając je do miasta Myśliborza w tymże powiecie.
1 stycznia 1966 z gromady Otanów wyłączono sołectwo Dąbrowa (obejmujące miejscowości Dąbrowa, Lipie, Nawojczyn i Osmolino), włączając je do gromady Myślibórz w tymże powiecie.
Gromadę zniesiono 1 stycznia 1972, a jej obszar włączono do gromady Myślibórz w tymże powiecie.